# Selección femenina de fútbol sub-17 de China
La selección femenina de fútbol sub 17 de China es el equipo representativo del país en las competiciones oficiales de fútbol femenino de la categoría sub-17. La Asociación China de Fútbol está encargada del funcionamiento del equipo.
Ha participado en todas las versiones del Campeonato Sub-16 femenino de la AFC desde 2005, obteniendo el subcampeonato en 2005.
También ha participado en dos versiones de la Copa Mundial de Fútbol Sub-17, llegando a la fase de grupos en 2012, 2014 y 2022.

## Historial

### Campeonato Mundial Sub-17
| Año   | Fase            | PJ              | PG              | PE              | PP              | GF              | GC              |
| ----- | --------------- | --------------- | --------------- | --------------- | --------------- | --------------- | --------------- |
| 2008  | No se clasificó | No se clasificó | No se clasificó | No se clasificó | No se clasificó | No se clasificó | No se clasificó |
| 2010  | No se clasificó | No se clasificó | No se clasificó | No se clasificó | No se clasificó | No se clasificó | No se clasificó |
| 2012  | Fase de grupos  | 3               | 1               | 1               | 1               | 5               | 3               |
| 2014  | Fase de grupos  | 3               | 1               | 0               | 2               | 4               | 7               |
| 2016  | No se clasificó | No se clasificó | No se clasificó | No se clasificó | No se clasificó | No se clasificó | No se clasificó |
| 2018  | No se clasificó | No se clasificó | No se clasificó | No se clasificó | No se clasificó | No se clasificó | No se clasificó |
| 2022  | Fase de grupos  | 3               | 1               | 0               | 2               | 2               | 4               |
| 2024  | No se clasificó | No se clasificó | No se clasificó | No se clasificó | No se clasificó | No se clasificó | No se clasificó |
| 2025  | Clasificada     | Clasificada     | Clasificada     | Clasificada     | Clasificada     | Clasificada     | Clasificada     |
| Total | 9/9             | 9               | 3               | 1               | 5               | 11              | 14              |

### Campeonato Sub-16 de la AFC
| Año / de anfitriones | Resultado      | PJ | PG | PE | PP | GS  | GA |
| -------------------- | -------------- | -- | -- | -- | -- | --- | -- |
| 2005                 | Subcampeón     | 4  | 3  | 1  | 0  | 41  | 1  |
| 2007                 | Cuarto lugar   | 4  | 1  | 2  | 1  | 5   | 5  |
| 2009                 | Fase de grupos | 3  | 1  | 0  | 2  | 8   | 7  |
| 2011                 | Tercer lugar   | 5  | 2  | 1  | 2  | 11  | 4  |
| 2013                 | Tercer lugar   | 4  | 2  | 1  | 1  | 22  | 5  |
| 2015                 | Tercer lugar   | 5  | 3  | 1  | 1  | 20  | 5  |
| 2017                 | Cuarto lugar   | 5  | 2  | 1  | 2  | 15  | 5  |
| 2019                 | Tercer lugar   | 5  | 3  | 0  | 2  | 5   | 7  |
| 2024                 | Cuarto lugar   | 5  | 2  | 0  | 3  | 7   | 7  |
| Total                | 9/9            | 40 | 19 | 7  | 14 | 134 | 46 |